# Hippotion novaebrittaniae
Hippotion novaebrittaniae är en fjärilsart som beskrevs av Clark 1932. Hippotion novaebrittaniae ingår i släktet Hippotion och familjen svärmare. Inga underarter finns listade i Catalogue of Life.